# KAD (Sint-Petersburg)

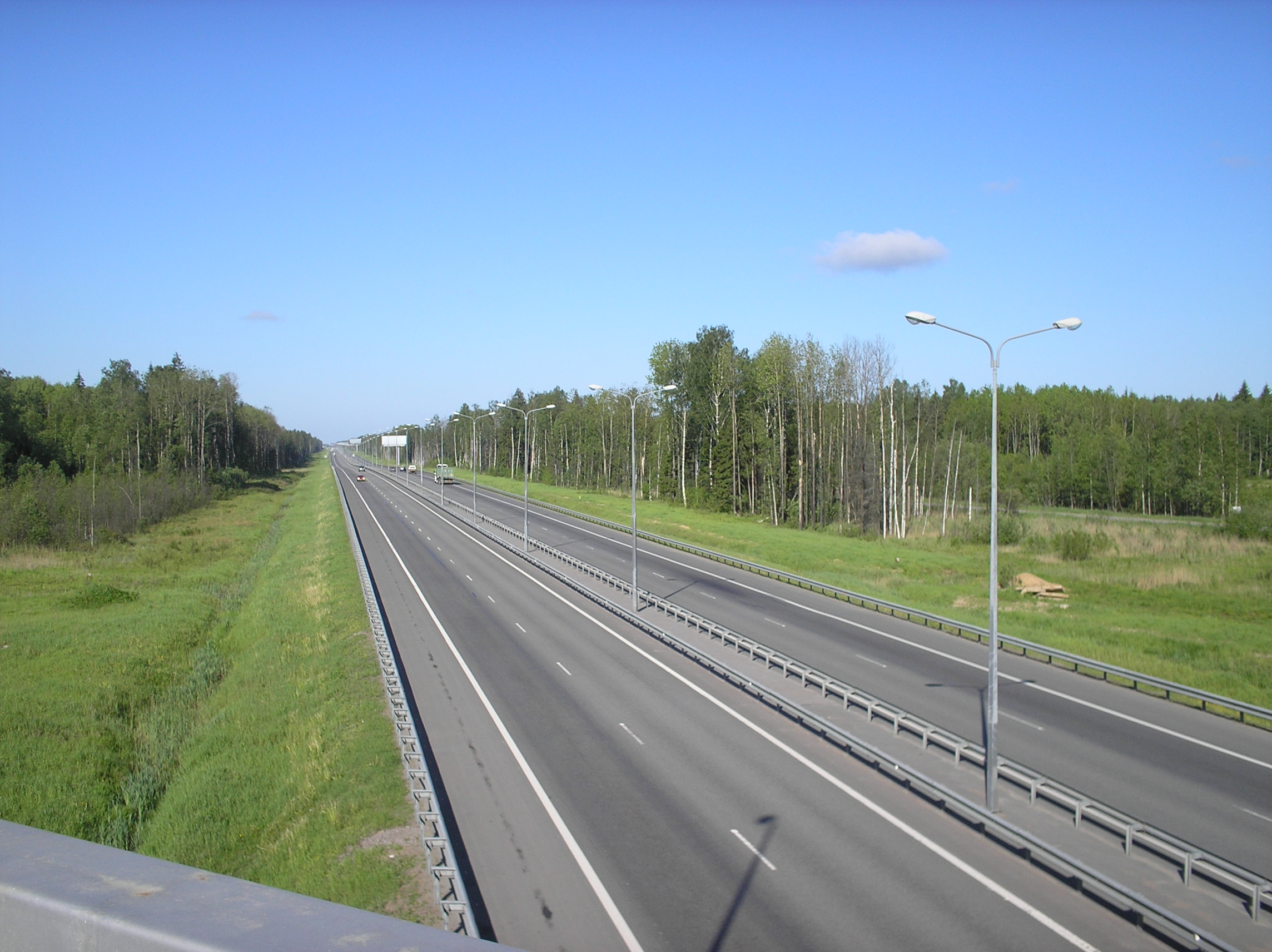
De KAD bij Sestrorezk

De KAD (Russisch: Кольцевая Автомобильная Дорога (КАД), Koltsevaja Avtomobilnaja Doroga (KAD)) is een rondweg rond Sint-Petersburg. De volledige naam is: Петербургская кольцевая автомобильная дорога of Санкт-Петербу́ргская кольцева́я автодоро́га, Sint-Peterburgse autorondweg). De KAD is 115,3 km lang, waarvan ongeveer 84 km snelweg. Het resterende deel gaat over een stelsel van dammen en een tunnel naar het eiland Kotlin waar Kronstadt ligt en om de Nevabaai. De weg is sinds 2008 in bedrijf, maar zal naar verwachting in 2012 in zijn geheel af zijn. De KAD heeft de status van een federale autoweg en heeft het nummer A-118.
De weg vervult een belangrijke rol in het transportsysteem van Noord-West Rusland. De weg heeft een aansluiting met de: A-180 (Tallinn), R-23 (Pskov/Kiev), M-10/M-11 (Moskou), R-21 (Moermansk), de ZSD en de A-181 (Vyborg/Helsinki). Om deze redenen werd de weg betaald door de federale regering, en niet door de stad St. Petersburg. Het project werd tweemaal in 2004 onderbroken wegens gebrek aan geld. De KAD heeft ervoor gezorgd dat de grondprijzen eromheen zijn gestegen.

## Cijfers over de weg
- Totale lengte: 115,3 km.
- Maximumsnelheid: 120 km/h.
- Capaciteit: 70 tot 110 duizend voertuigen per dag.
- Aantal banen: 2 tot 4.
- Aantal aansluitingen: 18.
- Aantal bruggen en overwegen: 58.
- Aantal tunnels: 2.